# Joel David Moore
Joel David Moore (Portland, Oregon, 1977. szeptember 25. –) amerikai színész. 
Szerepel reklámfilmekben, filmekben és tévésorozatokban is. Legismertebb filmjei a Kidobós: Sok flúg disznót győz, A nagyi szeme fénye és az Avatar.

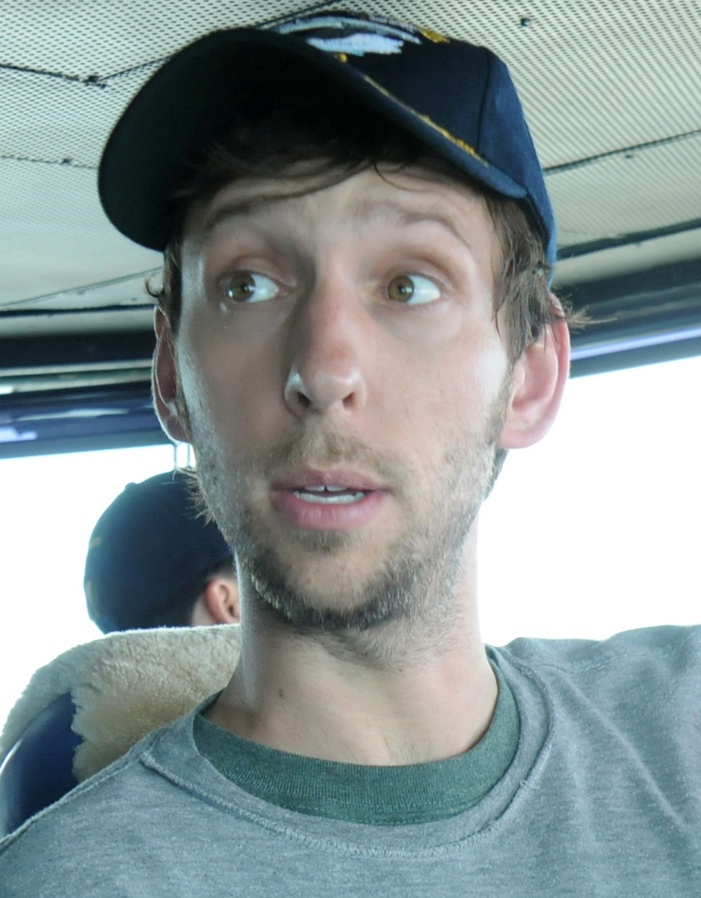
2009-ben

Ő játszotta Katy Perry barátját a Waking Up in Vegas című videóklipben.

## Gyermekkora
1977. szeptember 25-én született Portlandben (Oregon), Missy és John Moore fiaként. Moore-t Portlandben nevelték fel, ahol családja a Tabori-hegység környékén lakott. 1995-ben elvégezte tanulmányát a Benson Polytechnic Középiskolában.
A középiskolát követően Moore a Gresham-i Mt. Hood közösségi főiskolára járt két évet. 1998-ban az Oregon-i egyetemre ment, ahol megszerezte képzőművészeti főiskolai diplomáját 2001-ben, és két nyárt követően részt vett az Oregon-i Shakespeare Fesztiválon.

## Válogatott filmográfia

### Film

#### Rendező, író és producer
| Év   | Magyar cím        | Eredeti cím           | Feladatkör | Feladatkör | Feladatkör | Megjegyzések            |
| Év   | Magyar cím        | Eredeti cím           | Rendező    | Író        | Producer   | Megjegyzések            |
| ---- | ----------------- | --------------------- | ---------- | ---------- | ---------- | ----------------------- |
| 2006 |                   | Miles from Home       | Igen       | Nem        | Nem        | rövidfilm               |
| 2007 |                   | Spiral                | Igen       | Igen       | Vezető     | társrendező: Adam Green |
| 2009 |                   | Byron Phillips: Found | Igen       | Igen       | Nem        | videóklip               |
| 2009 |                   | Etienne!              | Nem        | Nem        | Igen       |                         |
| 2009 |                   | Shadowheart           | Nem        | Nem        | Vezető     |                         |
| 2010 |                   | Hours Before          | Igen       | Igen       | Nem        | rövidfilm (vágó)        |
| 2010 |                   | Jewtopia              | Nem        | Nem        | Vezető     |                         |
| 2014 |                   | Stuck                 | Nem        | Nem        | Vezető     |                         |
| 2016 | Ifjúság Oregonban | Youth in Oregon       | Igen       | Nem        | Nem        |                         |
| 2021 |                   | Hide and Seek         | Igen       | Igen       | Igen       |                         |
| 2022 |                   | The Immaculate Room   | Nem        | Nem        | Igen       |                         |
| 2023 | Valaki más        | Some Other Woman      | Igen       | Nem        | Igen       |                         |
| 2023 | A telefestő       | Paint                 | Nem        | Nem        | Vezető     |                         |
| 2023 |                   | Desperation Road      | Nem        | Nem        | Vezető     |                         |

#### Színész
| Év   | Magyar cím                     | Eredeti cím                      | Szerep           | Magyar hang            | Rendező                 |
| ---- | ------------------------------ | -------------------------------- | ---------------- | ---------------------- | ----------------------- |
| 1996 | Kis tüzek                      | Foxfire                          | geek srác        |                        | Annette Haywood-Carter  |
| 2004 | Kidobós: Sok flúg disznót győz | Dodgeball: A True Underdog Story | Owen             | Hamvas Dániel          | Rawson Marshall Thurber |
| 2006 | A nagyi szeme fénye            | Grandma's Boy                    | J.P.             | Fekete Zoltán          | Nicholaus Goossen       |
| 2006 | Összekutyulva                  | The Shaggy Dog                   | alkalmazott      |                        | Brian Robbins           |
| 2006 | Ízlésficam                     | Art School Confidential          | Bardo            |                        | Terry Zwigoff           |
| 2006 | A rég elveszett fiú            | The Elder Son                    | Kenny            |                        | Marius Balchunas        |
| 2006 | A balta                        | Hatchet                          | Ben              | Fekete Zoltán          | Adam Green              |
| 2007 |                                | The Dead One (El Muerto)         | Zak              |                        | Brian Cox               |
| 2007 |                                | Spiral                           | Mason            |                        | Joel David Moore        |
| 2008 | A dögös és a dög               | The Hottie & the Nottie          | Nate Cooper      | Markovics Tamás        | Kevin Falk              |
| 2008 | Hot-dog túra                   | Wieners                          | Greg King        |                        | Mark Steilen            |
| 2009 | Avatar                         | Avatar                           | Norm Spellman    | Előd Botond            | James Cameron (1.)      |
| 2010 | Janie Jones                    | Janie Jones                      | Dave             | Magyar Bálint          | David M. Rosenthal      |
| 2011 |                                | Chillerama                       | Adolf Hitler     |                        | Adam Green              |
| 2011 | Cápák éjszakája                | Shark Night                      | Gordon McCracken | Csík Csaba Krisztián   | David R. Ellis          |
| 2012 | Fekete-fehér, igen-nem         | Grassroots                       | Grant Cogswell   | Előd Botond            | Stephen Gyllenhaal      |
| 2012 | Elveszett                      | Gone                             | Nick Massey      |                        | Heitor Dhalia           |
| 2012 | Vadállatok                     | Savages                          | Craig            | Sörös Miklós           | Oliver Stone            |
| 2013 | A balta 3.                     | Hatchet III                      | Ben              |                        | BJ McDonnell            |
| 2013 | CBGB                           | CBGB                             | Joey Ramone      | Szalay Csongor         | Randall Miller          |
| 2014 | Grace – Megszállottság         | Grace: The Possession            | Luke             | Fekete Zoltán          | Jeff Chan               |
| 2015 | Megváltó show                  | Divine Access                    | Nigel            |                        | Steven Chester Prince   |
| 2017 |                                | Drone                            | Gary             |                        | Jason Bourque           |
| 2020 |                                | Cut Throat City                  | Peter Felton     |                        | RZA                     |
| 2022 | Avatar: A víz útja             | Avatar: The Way of Water         | Norm Spellman    | Előd Botond            | James Cameron (2.)      |
| 2022 | Kenyértörés                    | The Baker                        | Peter            | Széles Tamás           | Jonathan Sobol          |
| 2022 |                                | The Immaculate Room              | Jason Wright     |                        | Mukunda Michael Dewil   |
| 2022 |                                | Daniel's Gotta Die               | Daniel Powell    |                        | Jeremy LaLonde          |
| 2023 | Öreg gyilkos, nem vén gyilkos  | The Retirement Plan              | Fitzsimmons      | Fekete Zoltán          | Tim Brown               |
| 2025 | Majdnem terhes                 | Kinda Pregnant                   | Mark             | Horváth-Töreki Gergely | Tyler Spindel           |

### Televízió
| Év        | Magyar cím                     | Eredeti cím                         | Szerep              | Megjegyzés                                                    |
| --------- | ------------------------------ | ----------------------------------- | ------------------- | ------------------------------------------------------------- |
| 2001      |                                | City Guys                           | Hoover              | 1 epizód                                                      |
| 2001–2002 |                                | Boston Public                       | Hartzell            | 2 epizód                                                      |
| 2002      |                                | Deep Cover                          | Pete Steinem        |                                                               |
| 2002      |                                | Boomtown                            | Usher #2            | 1 epizód                                                      |
| 2002      |                                | Providence                          | Howard              | 1 epizód                                                      |
| 2003      | Sabrina, a tiniboszorkány      | Sabrina the Teenage Witch           | Pete                | 1 epizód                                                      |
| 2003      | Angel                          | Angel                               | Karl Vamp           | 1 epizód                                                      |
| 2003      | Sírhant művek                  | Six Feet Under                      | ügyintéző           | 1 epizód                                                      |
| 2003      | Mrs. Klinika                   | Strong Medicine                     | Dan                 | 1 epizód                                                      |
| 2004      |                                | The Amazing Westermans              |                     | tévéfilm                                                      |
| 2004      | Őrangyal                       | The Guardian                        | Malcolm Reeves      | 1 epizód                                                      |
| 2004–2005 |                                | LAX                                 | Eddie Carson        | visszatérő szerep (9 epizód)                                  |
| 2005      |                                | Cooked                              | Mike                | tévéfilm                                                      |
| 2005      |                                | The Inside                          | Brian Pines         | 1 epizód                                                      |
| 2005      | CSI: A helyszínelők            | CSI: Crime Scene Investigation      | sárga kalapos fickó | 1 epizód                                                      |
| 2005–2006 | Titkos küldetés                | E-Ring                              | Greg, NSA összekötő | mellékszereplő (5 epizód)                                     |
| 2007      | Hazárd megye lordjai: A kezdet | The Dukes of Hazzard: The Beginning | Cooter Davenport    | tévéfilm                                                      |
| 2007      | Doktor House                   | House                               | Eddie               | 1 epizód                                                      |
| 2008      | A nevem Earl                   | My Name Is Earl                     | Clyde               | 1 epizód                                                      |
| 2008–2017 | Dr. Csont                      | Bones                               | Colin Fisher        | - mellékszereplő (16 epizód) - magyar hangja: - Király Attila |
| 2009–2010 | A médium                       | Medium                              | Keith Bruning       | 4 epizód                                                      |
| 2010      | Chuck                          | Chuck                               | Mackintosh          | 1 epizód                                                      |
| 2011      | Hawaii Five-0                  | Hawaii Five-O                       | Sheldon Tunney      | 1 epizód                                                      |
| 2011      | Apa csak egy van               | Last Man Standing                   | Bruce               | 1 epizód                                                      |
| 2014–2015 | Mindörökké                     | Forever                             | Lucas Wahl          | - főszereplő - magyar hangja: - Szabó Máté                    |
| 2017      |                                | Budding Prospects                   | Phil                | tévéfilm                                                      |
| 2017      | Anyaság túlsúlyban             | American Housewife                  | Beauregard százados | 1 epizód                                                      |
| 2018      | A S.H.I.E.L.D. ügynökei        | Agents of S.H.I.E.L.D.              | Noah                | 1 epizód                                                      |